# Barbara Bodichon
Barbara Bodichon (ur. 8 kwietnia 1827 w Whatlington, zm. 11 czerwca 1891 w Hastings) – angielska działaczka na rzecz emancypacji kobiet (zob. feminizm pierwszej fali), współzałożycielka Girton College w Cambridge – pierwszej brytyjskiej uczelni dla kobiet (1869), malarka.

## Życiorys

### Pochodzenie i dzieciństwo
Jej ojciec, Benjamin Leigh Smith (1783–1860), należał do bardzo znanej rodziny unitariańskiej. Był adwokatem i politykiem, członkiem Partii Wigów. Dziadek, Benjamin Smith starszy (1756–1835), był posłem do Parlamentu, aktywnym abolicjonistą, który wspierał starania Williama Wilberforce’a o zniesienie niewolnictwa i popierał Rewolucję francuską. Rodzina była spokrewniona z Fanny Smith, matką Florence Nightingale.
Matką Barbary była Anne Longden, modystka z Alfreton, która w roku nawiązania romansu z B.L. Smithem miała ok. 17 lat (według innych źródeł – 25 lat). Po poczęciu dziecka została żoną Smitha „według prawa zwyczajowego” (common-law marriage) i zamieszkała jako Mrs Leigh w wynajętym domku w Whatlington. Smith odwiedzał ją codziennie, dojeżdżając konno z Brown’s Farm – jednej ze swoich posiadłości, położonej w pobliżu Robertsbridge i Hastings (odziedziczonej w roku 1816). Barbara Smith urodziła się w kwietniu 1827, a już w marcu 1828 roku przyszedł na świat syn. Otrzymał po ojcu imię Benjamin. Anne i Benjamin Leigh Smith wyjechali wówczas z dziećmi na dwa lata do Ameryki. Po powrocie do Sussex otwarcie zamieszkali razem w Brown (nie wyjaśniono, z jakiego powodu nie wzięli ślubu). Mieli jeszcze trzech synów. Po urodzeniu najmłodszego dziecka (1833) Anne zachorowała na gruźlicę; mimo troskliwej opieki zmarła w roku 1834. Wbrew radom części rodziny, aby dzieci wysłać na wychowanie za granicę, ich ojciec sprowadził je do swojego domu w Hastings, a później w Londynie.
Gdy B.L. Smith został wybrany na posła Norwich (1834–1837), dziećmi opiekowały się ciotki (Dolly Longden i Julia Smith) oraz wynajęci pracownicy: guwernantka, nauczyciel łaciny i historii, nauczyciel konnej jazdy. Od roku 1940 podróżowały po Sussex, wraz z opiekunami, eleganckim ośmioosobowym powozem ze stangretem kierującym czterokonnym zaprzęgiem.
W domu Benjamina Leigha Smitha bywało wiele osób zaangażowanych w politykę, z którymi jego córka spotykała się na równi z braćmi (ojciec był zwolennikiem abolicji). Dzieci uczęszczały też do miejscowej szkoły, gdzie uczyły się wspólnie z dziećmi z rodzin robotniczych.

### Okres aktywności społecznej i artystycznej
Po ukończeniu 21 lat nieślubne dzieci Benjamina Smitha otrzymywały corocznie znaczną sumę pieniędzy do swobodnego wykorzystania, umożliwiającą dostatnie życie. Było wówczas ewenementem, że córka została potraktowana przez ojca tak samo, jak jej czterech braci. W jej przypadku niezależność finansowa nie oznaczała swobody wyboru drogi życiowej – podjęcie studiów, na które nie przyjmowano kobiet, okazało się niemożliwe. W roku 1849 uczęszczała do Bedford Square Ladies College w Londynie (uczelni założonej w tymże roku przez Elizabeth Jesser Reid, reformatorkę społeczną i działaczkę przeciwko niewolnictwu).
W roku 1850, mając 23 lata, odbyła wraz z Bessie Rayner Parkes (21 lat) niezwykłą samodzielną wycieczkę do Belgii, Niemiec, Szwajcarii i Austrii; podróżniczki odwiedziły m.in. w Monachium Annę Marię Howitt, z którą dyskutowały o konieczności walki o osobiste wyzwolenie kobiet. Barbara Smith postanowiła, że nie będzie ograniczać się do roli „gospodyni domowej”; poświęciła się działalności społecznej i malarstwu.
W roku 1857 wyszła za mąż za byłego oficera armii francuskiej, lekarza z Algierii, dr Eugène Bodichona, który lojalnie wspierał jej kampanie w sprawie praw dla kobiet.
Środowisko artystyczne

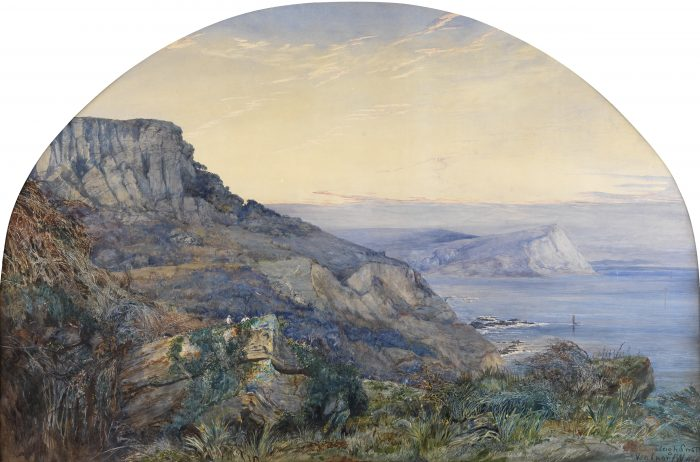
Krajobraz z Ventnor (Barbara Bodichon, 1856)

Jako młoda dziewczyna brała udział – wraz z innymi pannami – w malarskich wyprawach w okolice Hastings. Jej późniejsze prace zyskały m.in. uznanie znanego krytyka sztuki, Johna Ruskina. Były to głównie liczne krajobrazy wystawiane w latach 1850–1872 w Royal Academy, Society of Women Artists i innych galeriach (również we Francji). Jest zaliczana do grupy Prerafaelitów.
W jej środowisku artystycznym znaleźli się m.in.: krytyk sztuki i ilustrator oraz dyrektor National Portrait Gallery w Londynie George Scharf, malarze William Collingwood Smith i William Henry Hunt, pisarki Anna Brownell Jameson, George Eliot (Mary Anne Evans), Adelaide Anne Procter, Elizabeth Barrett Browning.
Niektóre obrazy Barbary Smith znajdują się w Hastings Museum i w Girton College (Cambridge).
Reforma szkolnictwa

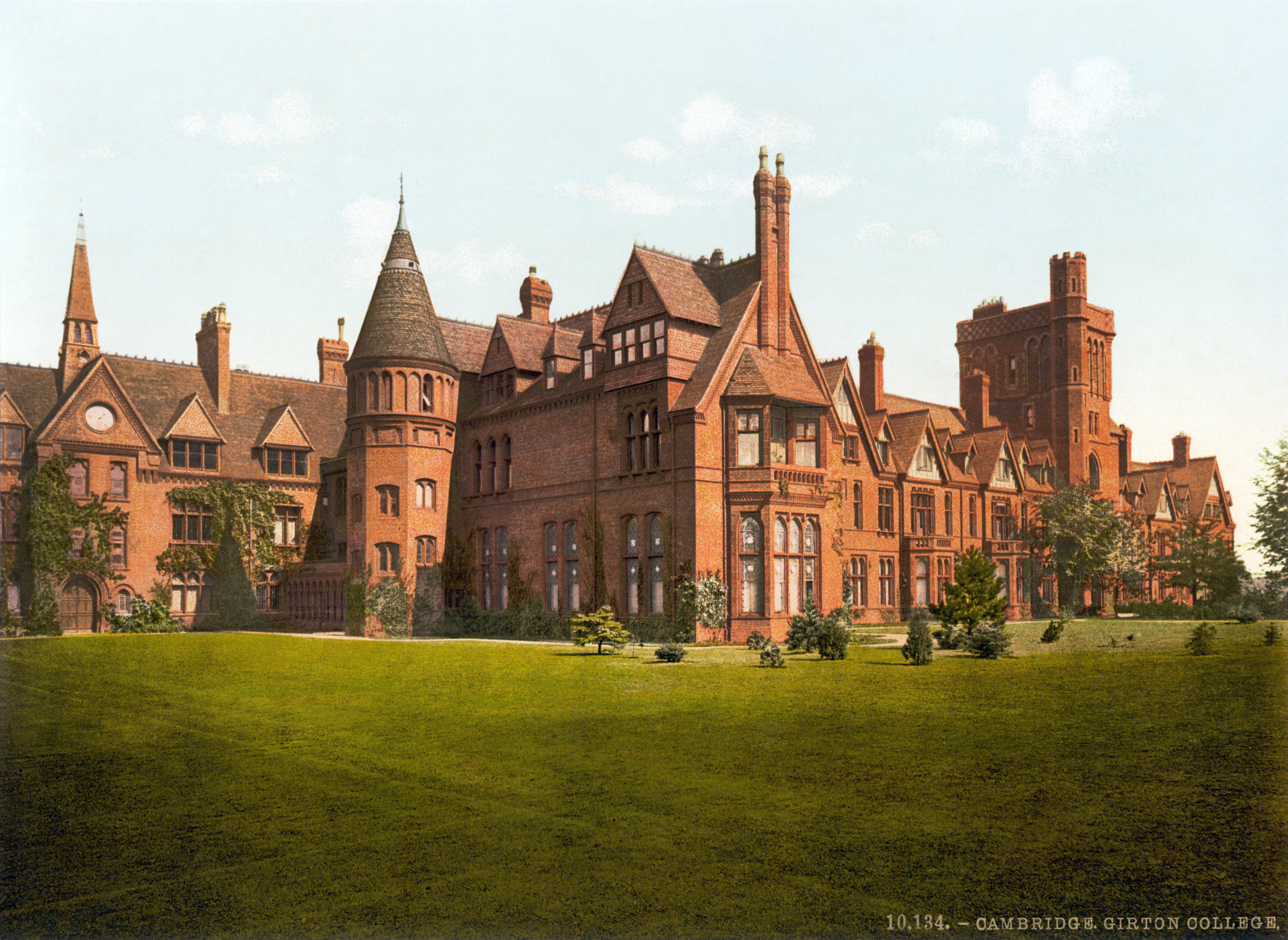
Girton College w Cambridge

Barbara Smith przeznaczyła część swoich funduszy na założenie własnej szkoły progresywistycznej w Londynie (nazwanej później Portman Hall School). Na jej dyrektorkę Barbara wybrała Elizabeth Whitehead (po ślubie Elizabeth Malleson). Obie założycielki zapoznały się z organizacją londyńskich szkół. Zdecydowały, że ich eksperymentalna szkoła będzie koedukacyjna, bezwyznaniowa i otwarta dla dzieci z różnych klas społecznych.
Za szczególnie doniosłe są uważane zasługi Barbary Smith w zakresie dotyczącym dostępu kobiet do wykształcenia na poziomie wyższym i do zdobywania tytułów naukowych (zob. np. bachelor’s degree, bakalaureat, MA, MSc, Ph.D.). Wspólnie z Emily Davies zgromadziła fundusze i założyła w roku 1869 w Benslow (dwie mile od Cambridge) pierwszą brytyjską uczelnię dla kobiet – Benslow House. Została ona w roku 1873 przeniesiona do Cambridge i nazwana Girton College. Jego absolwentki przez wiele lat nie miały takich samych praw jak absolwenci szkół wyższych dla mężczyzn. Dopiero w roku 1948 Girton uznano za jedno z pełnoprawnych kolegiów University of Cambridge.
Reforma sytuacji prawnej kobiet
W tym samym okresie, od roku 1850, Barbara Smith prowadziła kampanię na rzecz zmian legislacyjnych – zwiększenia wyborczych praw kobiet, ich prawa do edukacji i niezależności finansowej. Pisała artykuły i organizowała – wraz z Caroline Norton – akcje składania petycji w tych sprawach. Te działania doprowadziły m.in. do ustanowienia Matrimonial Causes Act – ustawy upraszczającej procedury rozwodowe i precyzującej prawa rozwiedzionych kobiet do części majątku.
W roku 1858 Barbara Bodichon założyła – wraz z Bessie Rayner Parkes – wydawane przez kilka lat czasopismo Englishwoman’s Review, poświęcone przede wszystkim problemom ograniczonego dostępu kobiet do szkół wyższych. Zajmowała się również zagadnieniami franszyzy. W roku 1866 założyła pierwszy Women’s Suffrage Committee; Komitet przygotował petycję, którą John Stuart Mill przedłożył w jego imieniu Izbie Gmin. W czasie swoich licznych wędrówek po kraju Barbara Bodichon apelowała o przyznanie kobietom praw wyborczych; opublikowała serię broszur na temat praw kobiet, np. A Brief Summary of the Most Important Laws Concerning Women (1854) lub Women and Work (1859).

### Ostatnie lata
Od roku 1877 Barbara Smith Bodichon poważnie chorowała, a w roku 1885 zmarł Eugène Bodichon. Niedługo po jego śmierci Barbara Bodichon doznała – w swoim domku w Zennor (Kornwalia) – udaru mózgu. Jego konsekwencją był paraliż. Zmarła 11 czerwca 1891 w Hastings, zostawiając znaczną sumę pieniędzy dla Girton College. Została pochowana, zgodnie z jej wolą, na małym przykościelnym cmentarzu w Brightling. W jej pogrzebie uczestniczyły setki osób, którym pomogła kształcić się w szkole wieczorowej. Grób jest niemal zapomniany.

## Publikacje
Spośród licznych tekstów, napisanych przez Barbarę Leigh-Smith Bodichon, wymieniane są m.in.: The Education of Women – artykuł opublikowany 28 lipca 1848, wkrótce po Zjeździe Kobiet w Seneca Falls, A Brief Summary of the Most Important Laws Concerning Women (1854), Women and Work (1859) oraz m.in.:
- 1854 – A brief summary in plain language of the most important laws concerning women: together with a few observations thereon[17],
- 1857–1858 – An American Diary,
- 1862 – Memoir of Madame Luce, of Algiers,
- 1866 – Reasons for the Enfranchisement of Women...,
- 1867 – Objections to the Enfranchisement of Women Considered,
- 1869 – A brief summary, in plain language, of the most important laws of England,
- 1872 – Reasons for and Against the Enfranchisement of Women[18].